# Толмачёвская ГЭС-2
Толмачёвская ГЭС-2 — гидроэлектростанция на реке Толмачёва (в 6,2 км от истока реки) в Усть-Большерецком районе, Камчатского края. Входит в Толмачёвский каскад ГЭС, являясь его средней, наиболее мощной ступенью. Эксплуатируется ПАО «Камчатскэнерго» (дочернее общество ПАО «РусГидро»).

## Конструкция станции
Толмачёвская ГЭС-2 представляет собой деривационную электростанцию с подводящей деривацией в виде трубопровода. Установленная мощность электростанции — 24,8 МВт (по существующей в России классификации относится к малым ГЭС), проектная среднегодовая выработка электроэнергии — 87,6 млн кВт·ч, фактическая среднегодовая выработка электроэнергии — 35,51 млн кВт·ч.
Сооружения гидроузла включают в себя:
- земляную насыпную плотину из песчано-гравийного грунта, максимальной высотой 10 м, длиной 67 м;
- поверхностный двухпролётный нерегулируемый водосброс (с шугосбросом) с порогом на отметке НПУ, пропускной способностью 33,6 м³/с при ФПУ 607 м и 52,2 м³/с при ФПУ 607,5 м. Концевой участок водосброса выполнен в виде быстротока в скальной выемке длиной около 80 м;
- водоприёмник ГЭС прислонного типа, поверхностный, с двумя водоприёмными отверстиями;
- металлический деривационный трубопровод длиной 2613 м и диаметром 3 м;
- металлический напорный трубопровод длиной 1144 м и диаметром 2,5 м;
- здание ГЭС;
- отводящий канал длиной 65 м.

В здании ГЭС установлены 2 вертикальных гидроагрегата мощностью по 12,4 МВт, с радиально-осевыми турбинами РО 170/662-ВМ95 с холостыми водовыпусками, работающими при расчётном напоре 163 м. Турбины приводят в действие генераторы СВ2-215/119-6 УХЛ4. Выдача электроэнергии станции производится через открытое распределительное устройство (ОРУ) напряжением 110 кВ.
Напорные сооружения ГЭС образуют небольшое водохранилище. Площадь водохранилища при нормальном подпорном уровне 0,0165 км², длина 0,3 км. Полная ёмкость водохранилища составляет 0,0005 млн м³, полезный объём отсутствует. Отметка нормального подпорного уровня водохранилища составляет 605,5 м над уровнем моря (по Балтийской системе высот), форсированного подпорного уровня — 607,5 м, отметка уровня мёртвого объёма соответствует отметке НПУ.

## История строительства и эксплуатации
Планы по строительству каскада ГЭС на реке Толмачёва начали обсуждаться в начале 1990-х годов. Задачей станций предполагалось энергоснабжение изолированного в те годы от центрального энергоузла Камчатки Усть-Большерецкого района. Решение о необходимости строительства каскада малых ГЭС на р. Толмачева, в качестве первоочередных опытно-экспериментальных объектов малой гидроэнергетики на Дальнем Востоке, утверждено Президентом РАО «ЕЭС России» А. Ф. Дъяковым в 1993 году. Проект строительства каскада ГЭС на реке Толмачёва был утверждён Правительством России в 1995 году. Институтом «Ленгидропроект» был спроектирован каскад из трёх станций: головной ГЭС-1 с регулирующим водохранилищем и деривационных ГЭС-2 и ГЭС-3, на которых сосредоточена основная мощность и выработка каскада.
Строительство Толмачевских ГЭС началось в 1997 году, в качестве первоочередного объекта были выбраны ГЭС-1 и ГЭС-3, введённые в эксплуатацию в 1999—2000 годах. Строительство Толмачёвской ГЭС-2 было начато в 2000 году, но в связи с введением аукционов на морские биоресурсы инвестиции со стороны рыбодобывающих предприятий резко сократились, строительство станции в основном производилось за счёт средств федерального бюджета, выделявшихся в недостаточных объёмах, и сильно затянулось. В 2001 году была начата разработка котлована станции, в 2003—2006 годах были построены водосброс и водоприёмник, в 2008—2010 годах — плотина, в 2002—2010 годах — трубопровод. Гидроагрегаты Толмачевской ГЭС-2 были пущены в 2011 году, строительство станции завершилось в 2013 году. Станции Толмачёвского каскада соединены линией электропередачи 110 кВ с Центральным энергорайоном Камчатки. До декабря 2019 года Толмачёвская ГЭС-2 эксплуатировалась ПАО «Камчатский газоэнергетический комплекс», позднее — ПАО «Камчатскэнерго» (дочернее общество ПАО «РусГидро»).
Толмачёвская ГЭС-2  (наряду с другими станциями Толмачёвского каскада) полностью обеспечивает энергоснабжение Усть-Большерецкого района, что позволило отказаться от работы дизельных электростанций, использующих дорогое привозное топливо. Также она используется для работы в пиковой части графика нагрузок Центрального энергоузла Камчатки.